# Volkmarsberg (Naturschutzgebiet)
Der Volkmarsberg mit seiner umgebenden Hochfläche ist ein vom Württembergischen Kultminister am 29. Juli 1938 durch Verordnung ausgewiesenes Naturschutzgebiet auf dem Gebiet der Gemeinde Oberkochen im Ostalbkreis.

## Lage
Das Naturschutzgebiet liegt westlich der Ortslage von Oberkochen auf der Hochfläche des Volkmarsberges im Naturraum Albuch und Härtsfeld. Es ist Teil des FFH-Gebiets Heiden und Wälder zwischen Aalen und Heidenheim und des Vogelschutzgebiets Albuch.

## Landschaftscharakter
Auf der Hochfläche des Volkmarsbergs ist eine Wacholderheide ausgebildet, die auf die traditionelle Nutzung als Schafweide zurückgeht. Diese bildet den Kern des Naturschutzgebiets. Die halboffene Fläche ist umgeben von Laubmischwald-Beständen, in denen große Weidbuchen noch von der ehemaligen Ausdehnung der Weidefläche zeugen. Punktuell ragen Felsformationen aus der Hochfläche heraus.

## Flora und Fauna
Das Naturschutzgebiet mit seinen unterschiedlichen Lebensräumen weist eine Vielfalt an gefährdeten und schutzbedürftigen Arten auf, darunter verschiedene Knabenkräuter- und Nelkenarten, Enziane, Katzenpfötchen („Himmelfahrtsblümle“), Silberdisteln und Küchenschellen. Vom reichen Blütenangebot profitieren Schmetterlinge und vom Halbtrockenrasen seltene Heuschreckenpopulationen.